# Первинний амебний менінгоенцефаліт
Первинний амебний менінгоенцефаліт (також неглеріаз, англ. primary amoebic meningoencephalitis, naegleriasis) — хвороба з ураженням головного мозку, яку спричинює вільноживуча амеба Naegleria fowleri.

## Історичні відомості
Вперше неглерії цього виду виділили з ґрунту Дуглас у 1930 році, а в 1948 році Е. Деррік у Новій Гвінеї описав ураження головного мозку, ретроспективно оцінене як таке, що спричинили амеби роду Naegleria. Захворювання відзначається досить рідко: станом на 2008 рік офіційно виявлено близько 300 випадків цієї хвороби. За даними CDC, з 2001 по 2010 рік у США зафіксовано тільки 32 підтверджених випадки захворювання. У 2011 році повідомлено про чотирьох захворілих, всі вони померли. У 2016 році офіційно повідомлено про п'ять дітей і підлітків, які захворіли на неглеріаз, четверо з них померли. Крім США патологію реєстрували в Англії, Чехії, Словаччині, Австралії, країнах Африканського континенту. Хворобу виявлено і в Україні. Збудник Naegleria fowleri названо на честь Метью Неглера, французького дослідника, який у 1899 році описав перших представників неглерій, та Малькольма Фоулера, який разом з Р. Картером у 1965 році описав смертельний випадок амебного менінгоенцефаліту, підтвердженого виділенням збудника, в дитячому госпіталі в Аделаїді.
Naegleria fowleri також відома із ЗМІ як «амеба, що харчується мозком», що нерідко застосовується й до збудників іншого захворювання, гранульоматозного амебного енцефаліту, видів роду Acanthamoeba і Balamuthia mandrillaris, викликаючи певну плутанину.

## Етіологія
Вид найпростіших роду Naegleria родини Vahlkampfiidae. Як правило, населяє природні резервуари з теплою водою: озера, річки, болота тощо. Це сапротроф, який харчується водоростями і рослинами в придонних відкладеннях, але також може зустрічатися в забруднених басейнах для плавання, фонтанах. Має вегетативну і цистну форми. Розміри трофозоїта (амебної стадії) 10-30 мкм, цисти розміром 7-20 мкм, дуже стійкі до впливу факторів довкілля. Naegleria fowleri патогенний для деяких лабораторних тварин, культивується на поживних середовищах і культурах тканин.
Детальніші відомості з цієї теми ви можете знайти в статті Naegleria fowleri.

## Епідеміологічні особливості
Зараження людини відбувається переважно при попаданні амеб в рото- і носоглотку при купанні, плаванні, рідше — повітряно-пиловим шляхом. Можливо носійство амеб здоровими особами.

## Патогенез
Воротами для збудників є слизова оболонка носа, звідти вздовж нюхових нервів амеби проникають спочатку в субарахноїдальний простір, а потім поширюються по всіх відділах головного мозку. У тканинах мозку збудники локалізуються навколо кровоносних судин, де інтенсивно розмножуються. Внаслідок цього в речовині мозку формуються вогнища крововиливів і некрозу. Патологічний процес найбільш виразний у поверхневому кортикальному шарі сірої речовини великих півкуль мозку і в базальних гангліях. Також неглерії визначаються в лікворі, мозочку. Гематогенно вони можуть поширюватися в інші органи (легені, нирки, печінку тощо).

## Клінічні ознаки
Інкубаційний період найчастіше триває 3-7 днів, рідше — до 17. Початок хвороби раптовий, бурхливий. Першими відзначаються розлади смакового і тактильного аналізаторів. Надалі з'являються і швидко наростають прояви назофарингіту, на слизовій оболонці рота можлива поява виразок. До високих цифр підвищується температура тіла. Спостерігаються озноб, головний біль, нудота, блювання, судоми, ригідність потиличних м'язів та інші менінгеальні симптоми, ознаки енцефаліту, порушення свідомості. Смерть настає через 2-7 днів після появи перших ознак хвороби внаслідок набряку-набухання мозку, набряку легенів і зупинки дихання. При наявності первинного вогнища на шкірі або очах швидко відбувається дисемінація в ЦНС. У ВІЛ-інфікованих захворювання перебігає у генералізованій формі з ураженням різних органів і формуванням абсцесів (підшкірних, внутрішньом'язових, легеневих тощо).

## Діагностика
Клінічна діагностика є важкою через схожість проявів хвороби з менінгітами і менінгоенцефалітами бактеріальної і вірусної етіології. Значення має епідеміологічний анамнез. Підтвердженням діагнозу є виявлення збудника за допомогою прямої оптичної мікроскопії в спинномозковій рідині, гістологічного дослідження біоптатів, виділення культури амеб, біопроби на мишах. Серологічні методи діагностики не розроблені.

## Лікування
Необхідно якомога скоріше почати етіотропне лікування, для чого використовують амфотерицин В, який вводять внутрішньовенно крапельно, попередньо розчинивши його в 5 %-му розчині глюкози. Більший ефект досягається при використанні амфотерицину В у комбінації з флуконазолом, міконазолом або азитроміцином. У дослідженнях на тваринах виявлено ефективність рифампіцину і сульфадіазину.

## Профілактика
Специфічна профілактика не розроблена. Необхідне ретельне гігієнічне утримання басейнів для плавання, відмова від плавання у непевних водоймах. Вважається, що застосування затискачів для носа під час плавання може запобігти зараженню.